# Juan Pantoja de la Cruz

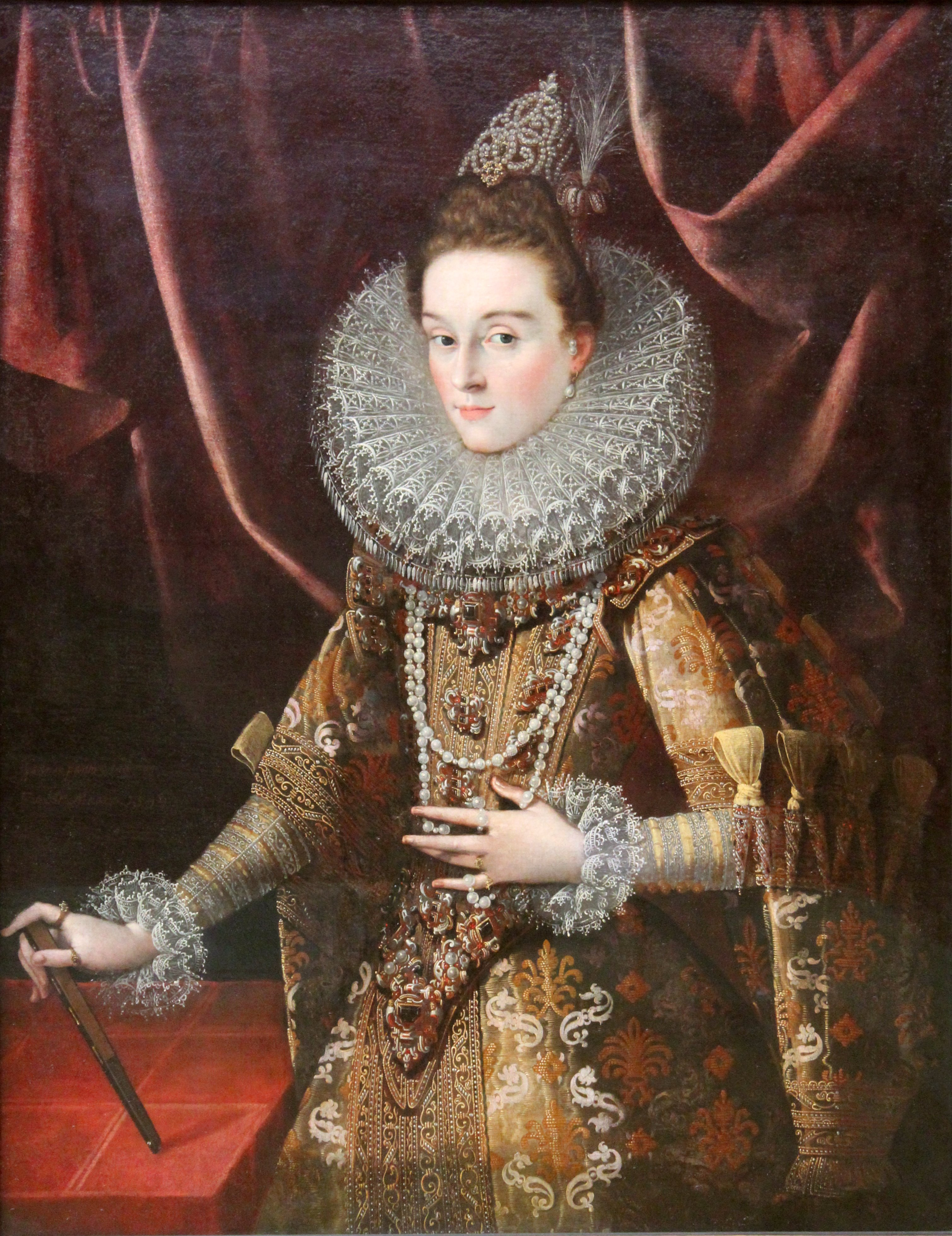
Porträt der Infanta Isabella Clara Eugenia von Spanien

Juan Pantoja de la Cruz (* 1553 in Valladolid; † 26. Oktober 1608 in Madrid) war ein spanischer Maler.

## Leben
Er war Schüler von Alonso Sánchez Coello und beeinflusste seinerseits Diego Velázquez. Er arbeitete sowohl für Philipp II. als auch Philipp III. als Hofmaler und gilt als Vertreter des kastilischen Manierismus. Juan Pantoja de la Cruz war nach Einschätzung von Kunsthistorikern einer der großen spanischen Porträtisten des 16. Jahrhunderts. Berühmt ist u. a. sein Porträt der Infanta Isabella Clara Eugenia von Spanien (Alte Pinakothek, München).

## Werke (Auszug)
- Porträt Francisco Gómez de Sandoval y Rojas, Marqués de Denia, Duque de Lerma, Öl auf Leinwand, 190 × 103 cm, Colegiata San Pedro, Lerma.